# Joan Yarde-Buller
Pour les articles homonymes, voir Yarde.
Joan Barbara Yarde-Buller (22 avril 1908 - 25 avril 1997) est une mondaine anglaise, l'une des Bright Young Things.

## Biographie
Joan Barbara Yarde-Buller est née le 22 avril 1908, fille de John Yarde-Buller (3e baron Churston), et de Denise Orme (en).
Le 4 juillet 1927, elle épouse Loel Guinness. Ils ont un fils, Patrick Benjamin Guinness (1931–1965), qui épouse Dolores Freiin von Fürstenberg-Hedringen (1936–2012) le 22 octobre 1955 à Paris. En 1935, Loel Guinness intente une action en divorce.
Quelques jours après le divorce de Guinness, le 18 mai 1936, à Paris, Joan Yarde-Buller épouse le prince Ali Khan. Avant le mariage, Yarde-Buller s'est convertie à l'islam et prend le prénom musulman de « Tajuddawlah » (qu'elle n'utilisera jamais en dehors de l'institution chiite ismaélienne nizârite). La nouvelle princesse et le prince Ali Khan ont deux fils, Aga Khan IV et le prince Amyn Aga Khan. Ils divorcent en 1949 et le prince épouse plus tard Rita Hayworth.
Joan Yarde-Buller épouse en dernières noces, en mars 1986, Seymour Berry (2e vicomte Camrose), un magnat de la presse, et est décédée sous le nom de vicomtesse douairière Camrose, également connue sous le nom de Joan Berry, vicomtesse Camrose.